# Goodwood House

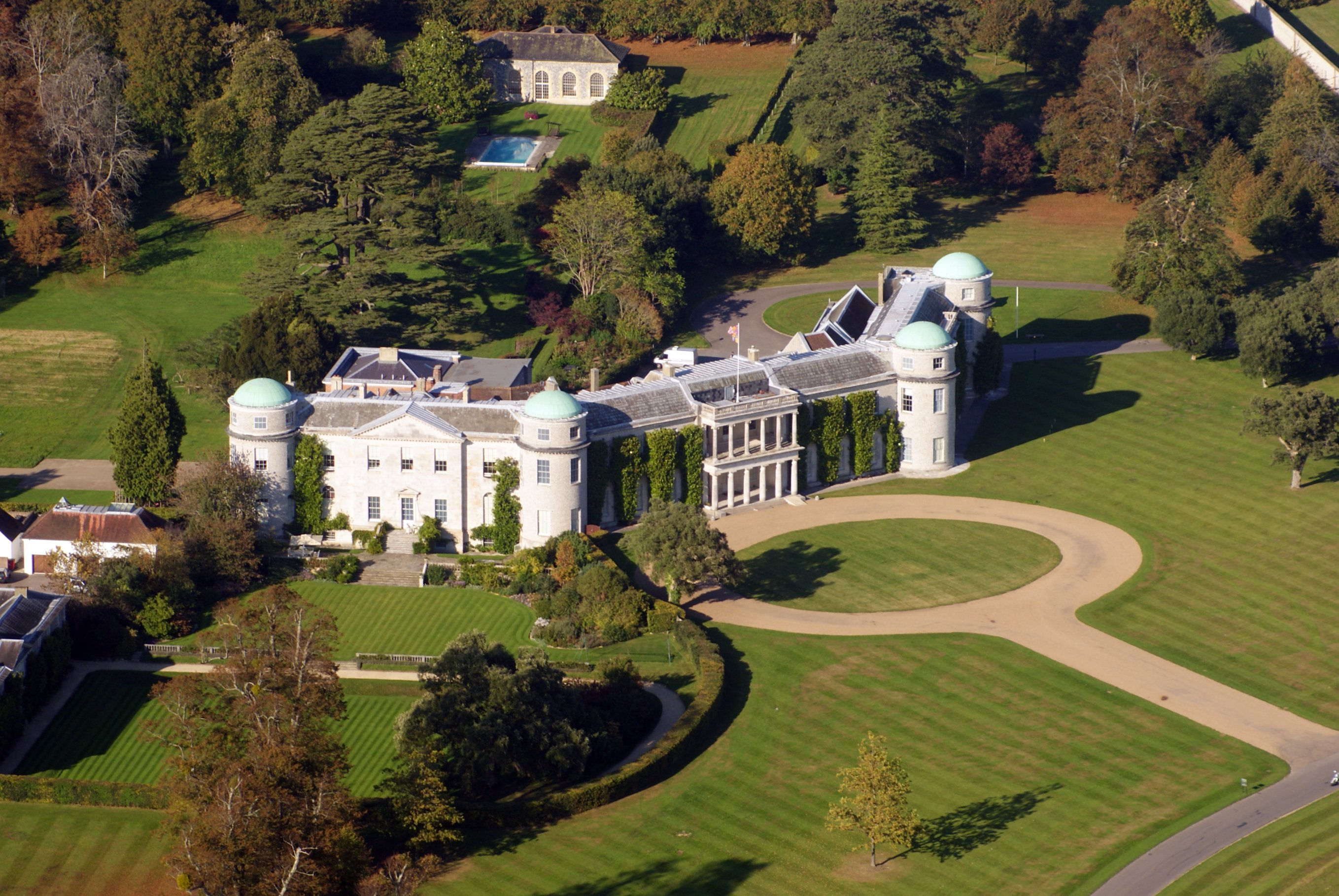
Gesamtansicht von Südwesten aus der Luft

Goodwood House ist ein Herrenhaus in der südenglischen Gemeinde Westhampnett. Es stammt überwiegend aus dem ausgehenden 18. Jahrhundert und ist seit seiner Entstehung im jetzigen Aussehen bis heute Sitz des jeweiligen Duke of Richmond. Auf den mehreren Quadratkilometern Land, die zum Anwesen gehören, befinden sich weitere, teilweise historische, Gebäude und Einrichtungen, darunter ein Hotel, eine Pferderennbahn, ein Flugplatz, ein Golfplatz und der Goodwood Circuit, auf dem jährlich das Goodwood Revival stattfindet, sowie eine Bergstrecke, die vor Goodwood House herführt, bzw. eine Rallyestrecke im Wald, auf denen jährlich das Goodwood Festival of Speed stattfindet.
In direkter Nachbarschaft befindet sich seit 2003 das nach Goodwood House benannte Werk der Rolls-Royce Motor Cars, das Goodwood plant.

## Lage
Das Haus liegt in ländlicher Umgebung etwa 3,5 Kilometer nordöstlich der Stadt Chichester, von dort aus erreichbar über die Straßen Madgwick Lane, Claypit Lane und Kennel Hill in nördlicher Richtung auf den Weiler Charlton.

## Geschichte und Baugeschichte

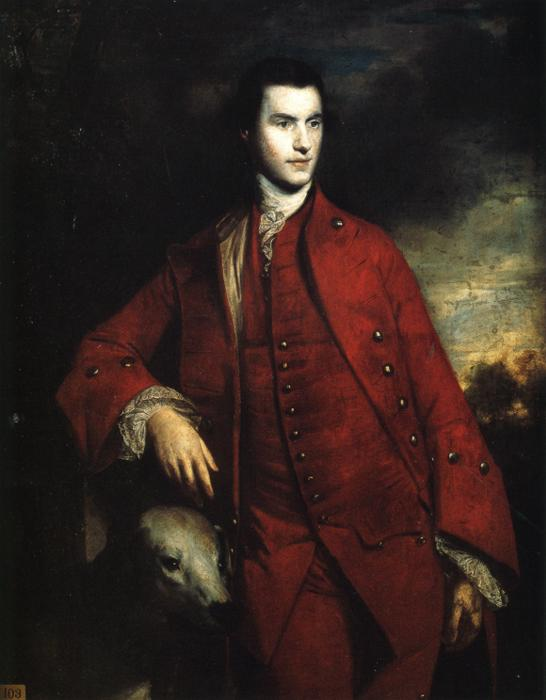
Der Auftraggeber des Hauses, Charles Lennox, 3. Duke of Richmond. Porträt von Sir Joshua Reynolds, gearbeitet 1758.

Ein erstes Gebäude an dieser Stelle war ein um 1720 erbautes kleineres Gebäude, das als Jagdsitz errichtet wurde. Das kleine Haus wurde von Sir William Chambers etwa 1760 deutlich vergrößert. Es wurde beim folgenden Um- und Neubau nicht abgerissen, sondern inkorporiert; es ist das Gebäude hinter dem heutigen Westflügel. Der Bau des heutigen, dreiflügeligen Hauptgebäudes davor erfolgte von etwa 1790 bis 1800; planender und ausführender Architekt war James Wyatt. Der ursprüngliche Plan sah ein viel größeres Gebäude vor, ein unregelmäßiges Oktogon um einen großen Innenhof. Von den dafür notwendigen acht Gebäudeflügeln wurden, höchstwahrscheinlich aus Geldmangel, nur die heutigen drei errichtet. Auftraggeber und Bauherr war Charles Lennox, 3. Duke of Richmond. Heutiger Eigentümer ist dessen Nachfahre Charles Gordon-Lennox, 11. Duke of Richmond, ein, wenn auch weiter entfernter, Verwandter von Lady Diana Spencer.

## Äußeres
Die vorderen Fassaden des Hauses, begrenzt und flankiert von Rundtürmen, sind unterschiedlich ausgeführt. An der Fassade des Westflügels tritt der Mittelrisalit hervor, er ist von einem schlichten Dreiecksgiebel überfangen. Der Mittelflügel ist deutlich aufwendiger gestaltet, der Portikus mit einer offenen Säulenkonstruktion enthält darüberliegend im Obergeschoss eine flachgedeckte und mit einer Balustrade abschließende Loggia. Dem klassischen Kanon entsprechend folgen die unteren Säulen der Dorischen Ordnung, im Obergeschoss der Ionischen Ordnung. Der Ostflügel ist nochmals eine Vereinfachung des Westflügels, der Mittelrisalit tritt hervor, auf den Giebel hingegen wurde verzichtet, auch er wird von einer Balustrade vertikal abgeschlossen. Die vier Rundtürme sind einfache, flachgekuppelte Konstruktionen, nur der umlaufende einfache Sägezahnfries gibt etwas Zier. Wyatt befand sich während der Planungen in der Umbruchphase zwischen seinen klassizistischen Entwürfen und seinem späteren Stil, der Neogotik. Möglicherweise deshalb oder auch wegen Einflussnahme des Auftraggebers wirken die Fassaden in einer Beurteilung als etwas langweilig.

## Inneres
Im erhaltenen älteren Gebäudeteil von 1720/1760 befindet sich die Long Hall; auch sie ist mit Säulen Ionischer Ordnung gegliedert. In diesem Gebäude befindet sich auch der sog. Tapestry Room mit einer von Wyatt dekorativ, wenn auch ein wenig zuckerig ausgestatteten Decke in den Farben Rosa, Grün und Gold. Im selben Raum befindet sich noch eine Figur von zwei Hunden von Anne Seymour Damer.
Im Hauptgebäude enthält die Entrance Hall ebenfalls eine Gliederung von Säulen und Halbsäulen. Die Library, einer der meistverzierten Räume im Gebäude, enthält eine Kassettendecke. Der Raum gilt als ungewöhnlich schlechtes Beispiel für einen Entwurf von Wyatt, die dortigen Bilder erfreuen sich keines besseren Rufs. Die polygonal angelegte Treppe stammt von 1904. Das Haus enthält eine kleine Sammlung an Sèvresporzellan sowie eine Gemäldesammlung, darunter Werke von George Stubbs, er porträtierte die Pferde des auftraggebenden 3. Herzogs, William Hogarth, Thomas Gainsborough, Sir Joshua Reynolds sowie Anthonis van Dyck. Gezeigt wird auch eine Vedutensammlung von Canaletto.

## Weitere Gebäude
Die Stallungen, Stables, wurden noch von William Chambers zwischen 1757 und 1763 errichtet. Sie gelten als eines seiner schönsten Werke, auch wegen der Sorgfalt, mit der jede Einzelheit zweckmäßig gestaltet wurde. Das Portal im Mittelrisalit ist in Form eines Triumphbogens unter doppelt gestellten Säulen Dorischer Ordnung ausgeführt. In einer Beurteilung heißt es, dass es wohl nur sehr wenige gibt, die eine solche Architektur im 18. Jahrhundert so gut hinbekommen hätten.
Eine weitere Besonderheit ist Shell House, eine Grotte im Park des Anwesens. Die zweite Herzogin von Richmond legte sie um 1740 mit ihren Töchtern an; sie brauchten sieben Jahre zur Fertigstellung. Der gesamte Raum ist mit Muschelschalen überzogen, die sich die Herzogin und ihre Töchter von britischen Offizieren aus der Karibik mitbringen ließen. Der Boden des Raumes ist teilweise mit einem Muster aus Pferdezähnen gepflastert, eine klassische Folly englischer Raumgestaltung.